# Dorothée de Saxe (1563-1587)
Dorothée de Saxe (allemand : Dorothea von Sachsen; 4 octobre 1563, Dresde – 13 février 1587, Wolfenbüttel) est une princesse Saxonne de la Maison de Wettin et par mariage duchesse de Brunswick-Wolfenbüttel.

## Biographie
Dorothée est née le 4 octobre 1563, fille de l'électeur Auguste Ier de Saxe (1526-1586) et de sa femme Anne de Danemark, fille du roi de Danemark et Norvège Christian III. Des 15 enfants du mariage de ses parents, quatre seulement survivent à leur père; Dorothée en fait partie.
Le 26 septembre 1585 à Wolfenbüttel, Dorothée épouse le futur duc Henri-Jules de Brunswick-Wolfenbüttel (1564-1613), qui est d'un an son cadet. À l'époque, sa mère Anne est gravement malade et Dorothée s'est sentie très mal, et s'écrie pitoyablement quand elle lui dit adieu.
Le mariage permet de consolider une alliance protestante de princes allemands, dirigée par le comte Palatin Jean-Casimir du Palatinat, qui a épousé la sœur de Dorothée, Élisabeth en 1570. Malheureusement, le mariage est de courte durée car Dorothée meurt lors de l'accouchement, âgée de 23 ans, le 13 février 1587.
Henri-Jules se remarie quelques années plus tard, le 19 avril 1590. Par sa deuxième épouse, Élisabeth de Danemark, Henri-Jules a dix enfants.

## Descendance
De son mariage avec Henry Jules, Dorothée a une fille:
- Dorothée-Hedwige de Brunswick-Wolfenbüttel (1587-1609) mariée en 1605 Rodolphe d'Anhalt-Zerbst (1576-1621)

## Sources
- Wilhelm Havemann: Geschichte der Lande de Brunswick et de Lunebourg, p. 421
- Günter Meissner: Saur allgemeines Künstlerlexikon, K. G. Saur Verlag, p. 508
- Jörg Jochen Berns: Höfische Festkultur Braunschweig-Wolfenbüttel, 1590-1666: Vorträge eines ..:p. 421
- Karl August Muffat: Die Verhandlungen der protestantischen Fürsten in den Jahren 1590 et 1591 ..., p. 5